# Hombre del paraguas (asesinato de John F. Kennedy)

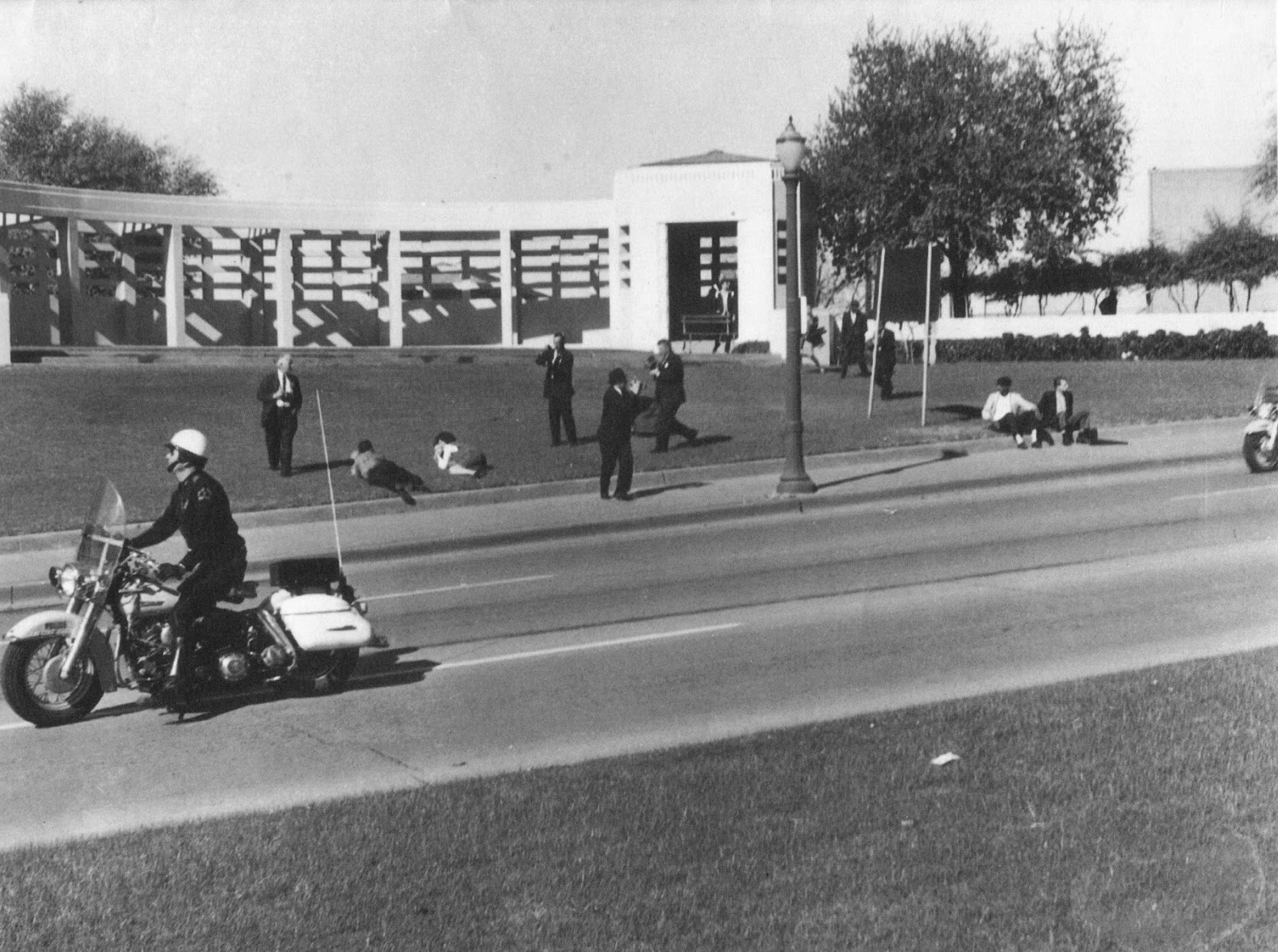
Momento del asesinato de John F. Kennedy; el hombre del paraguas se encuentra a la derecha.

El hombre del paraguas (Umbrella Man en inglés) es una persona que aparece sosteniendo un paraguas en la película que Abraham Zapruder grabó durante el asesinato de John F. Kennedy y en otros documentos relacionados.

## Teorías de conspiración
El hombre llamado Umbrella Man ha sido objeto de intensa especulación debido al hecho de ser la única persona que llevaba un paraguas abierto en el soleado día de Dallas (Texas), con 18 °C, en que se produjo el magnicidio de John F. Kennedy. En los documentos conservados se observa cómo al acercarse la limusina presidencial, este hombre abrió y agitó el paraguas sobre su cabeza, moviéndolo en dirección este-oeste según la comitiva iba pasando su posición. 
Hay sospechas de que el "hombre del paraguas" pudo estar involucrado en el asesinato del presidente. Una teoría común afirma que sus movimientos eran señales para los tiradores, y así aparece en la película "JFK" de Oliver Stone, así como en un episodio de Expediente X. Otra teoría distinta, defendida principalmente por Leroy Fletcher Prouty, afirma que el paraguas contenía un dardo envenenado que alcanzó a Kennedy, paralizando sus músculos. Las investigaciones llevadas a cabo durante los años 70 por diversas agencias de inteligencia, dos directores de la CIA y un técnico afirmaron bajo juramento que ese tipo de paraguas-pistola había sido desarrollado a finales de los 50, que tenía un alcance eficaz de 100 metros, y con el que podía matarse a una persona sin que el impacto fuese perceptible para la víctima.

## Louie Steven Witt
Después de una aparición pública frente a la comisión encargada de investigar el asesinato de Kennedy, un hombre llamado Louie Steven Witt se presentó en 1978 a las autoridades afirmando ser el "hombre del paraguas". Admitió que aún conservaba el adminículo, y que hasta entonces había ignorado que fuese objeto de especulaciones. Según su versión, había llevado el paraguas como una protesta contra la política presidencial: el padre de JFK había apoyado en el pasado al primer ministro británico Neville Chamberlain, quien se había mostrado dialogante con el nazismo. Agitando el paraguas negro —uno de los accesorios más característicos del vestuario de Chamberlain— Witt quería criticar la actitud de los Kennedy respecto al fascismo. En su declaración ante el Congreso de los Estados Unidos afirmó no llevar arma alguna en el paraguas.
En su testimonio frente a esa comisión (la HSCA), Witt declaró que "Si el libro Guinness tuviese una categoría para personas que estuviesen en el lugar y el momento equivocados, haciendo lo incorrecto, yo estaría en el primer puesto, y con ventaja". Algunos teóricos de la conspiración han señalado una serie de inconsistencias con la historia de Witt, sin embargo, y no creen que él haya sido el verdadero "hombre del paraguas".
Otros argumentan que un hombre de piel morena situado entre el "hombre del paraguas" y el presidente asesinado fue el auténtico cómplice. En el fotograma Z-202 se observa cómo este hombre seguía atentamente la llegada de JFK con los brazos caídos. En Z-225 (casi un segundo después) el mismo hombre aparece con el brazo derecho extendido hacia lo alto, lo que podría entenderse como una forma de saludo —incluso, de no ser así, un saludo nazi. Las fotos siguientes han animado una teoría que sostiene que el hombre moreno estaba hablando por walkie-talkie, y de otras fotos se ha destacado un bulto visible en el bolsillo trasero de su pantalón. Witt afirmó que nunca reparó en que este hombre moreno llevase nada.